# Хиллебрехт, Рудольф
Рудольф Хиллебрехт (нем. Rudolf Hillebrecht; 26 февраля 1910, Линден — 6 марта 1999, Ганновер) — немецкий архитектор и градостроитель периода югендстиля. Будучи городским архитектором, он превратил Ганновер, сильно пострадавший от авианалётов во время Второй мировой войны, в город, благоприятный для жизни; ради этого он снёс множество старых зданий и разработал генеральный план развития города.

## Биография
Хиллебрехт родился в семье торговца зерном Эрнста Хиллебрехта и Берты, урождённой Арнинг, в тогда ещё независимом городе Линден (с 1920 года район Ганновера). Он посещал гимназию императрицы Августы Виктории (Kaiserin-Auguste-Victoria-Gymnasium), окончив её в 1928 году.
Он изучал архитектуру в Ганноверском политехническом институте, а в зимний семестр 1930/1931 года — в Техническом университете Берлин-Шарлоттенбург у Генриха Тессенова и Германа Янсена. В 1933 году он сдал дипломный экзамен в Ганновере и вначале работал у ганноверских архитекторов Ганса Ницшке и Адольфа Фальке. В 1934 году Хиллебрехт помогал Вальтеру Гропиусу в Берлине работать над конкурсным проектом «Дома труда», объявленным Германским трудовым фронтом. Затем он устроился на работу в Имперское объединение немецкой авиационной промышленности в Травемюнде и Гамбурге и, будучи государственным строительным менеджером (стажёром в сфере общественного строительства), построил казармы ПВО в Гамбурге-Ольсдорфе.
После сдачи второго государственного экзамена Хиллебрехт в 1937 году оставил государственную службу и стал «главным проектировщиком» в бюро гамбургского архитектора Константина Гутчова, который по личному распоряжению Адольфа Гитлера организовал конкурс на проектирование застройки берегов Эльбы с небоскрёбом высотой 250 м для штаб-квартиры партии НСДАП (Национал-социалистической немецкой рабочей партии)
В 1939 году гауляйтер Гамбурга Карл Кауфман назначил Гутчова «архитектором реки Эльбы» и поручил ему разработать генеральный план развития «фюрерштадта» Гамбурга. Хиллебрехт был одним из ближайших коллег Гутчова; в начале 1941 года в бюро работало около 150 человек, а к концу 1942 года их было уже 250. В 1941 году, в связи с растущим военным ущербом, управление было переименовано в «Управление по военным операциям», которое занималось организацией расчистки завалов, мерами по защите от воздушных налётов и закупкой альтернативного жилья.
Будучи управляющим архитектурного бюро, Хиллебрехт проявил большой организаторский талант. Он принимал участие в разработке планов реконструкции Гамбурга, координировал использование военнопленных и подневольных рабочих, а также организовывал закупку строительных материалов для бомбоубежищ Гамбурга, в том числе с клинкерного завода концлагеря Нойенгамме. С 1944 года он работал в восстановительном штабе Альберта Шпеера. В январе 1944 года Хиллебрехт и Гутчов отправились в путешествие, которое провело их через 24 города, серьёзно разрушенные в результате воздушной войны. Они разработали «руководящие принципы для статистики» и картографирования повреждений, которые послужили основой для планирования реконструкций пострадавших городов.
Осенью 1944 года Хиллебрехт был призван в вермахт и пережил конец войны в американском плену. С 1946 года он работал под руководством Виктора Агарца в строительном отделе Центрального управления по экономическим вопросам британской оккупационной зоны в Бад-Пирмонте, а с 1947 года — секретарём по строительству и жилью в консультативном совете оккупационной зоны в Гамбурге.
После успешного назначения в 1948 году на должность городского архитектора Хиллебрехт продолжил реализацию концепций, разработанных группой Шпеера в Ганновере при поддержке Константина Гутчова в качестве консультанта. Под девизом «Германия хочет жить — Германия должна строить» он и Гутчов инициировали проведение строительной выставки «Constructa», которая в 1951 году продемонстрировала строительные достижения немецких инженеров и подчеркнула образцовый характер Ганновера. Ещё одним коллегой Хиллебрехта из группы реконструкции Шпеера был бременский архитектор Вильгельм Вортман, который в 1951 году разработал план землепользования для Ганновера.
Несмотря на значительное сопротивление, Хиллебрехту удалось убедить землевладельцев придерживаться старых линий застройки, чтобы обеспечить удобное планирование центральной части города. Так, например, возник Кройцкирхенфиртель в старом городе Ганновера. Барочные и классические оси бывшего королевского города были отвергнуты в пользу изогнутых магистралей. Городская кольцевая дорога была призвана освободить центр города от автомобильного движения и в то же время облегчить доступ ко всем центральным районам. В июне 1959 года журнал «Der Spiegel» посвятил Хиллебрехту заглавную статью о «Ганноверском чуде» восстановления города.
Строительство крупных автомагистралей (Гамбургер-Аллее, Берлинер-Аллее, Лейбницфер) через центр города привело к дальнейшему сносу плотной довоенной застройки. Широкие улицы и теперь разделяют районы города. Площади стали распределителями дорожного движения. Исчезла старая поквартальная разбивка и мелкая прямоугольная сетка улиц; бывший остров Лейне в районе старого города был ликвидирован путем засыпки рукава реки Лейне.
Несмотря на протесты населения, Хиллебрехтом были снесены многочисленные исторические здания, пережившие войну. Многие из этих зданий были построены в эпоху императора Вильгельма и представляли собой громоздкие и эклектичные постройки. Здания эпохи Вильгельма сносили до 1970-х годов. Однако запланированный снос целых кварталов не был полностью осуществлён. Сам Хиллебрехт позже назвал снос речных гидротехнических сооружений ошибкой.
Хиллебрехт был человеком Баухауса, восхищался классическим архитектурным стилем, отвергал историзм, но был врагом высотных зданий и предпочитал говорить о новом строительстве, а не о реконструкции. За время его работы в Ганновере была создана крупнейшая в то время в Германии непрерывная пешеходная зона. Однако творчество Хиллебрехта позднее оценивали критически. Сам он говорил об упущенных возможностях ещё в 1957 году. Хотя Хиллебрехт не интересовался архитектурными деталями («Я не думаю о регулировании оконных решёток»), он считал важной задачей — в отличие от других уполномоченных по городскому планированию — продвигать обширную программу так называемой «уличной мебели» для общественных пространств, для чего он часто привлекал меценатов, делавших заказы молодым художникам.
Захоронение Хиллебрехта находится на городском кладбище Энгезоде в Ганновере. В его честь названа площадь перед зданием администрации рядом с Новой ратушей Ганновера.